# Osmundites
Osmundites es un género extinto de la familia Osmundaceae. Plantas vasculares sin semilla (helechos) y la reproducción por esporas. Tenía hojas frondas. Vivió en húmedo y pantanoso.

## Especies
Osmundites brasiliensis: En Brasil la especie fue descrita por Andrews en 1950. Estaba situado en el municipio de Rio Pardo. En el geoparque Paleorrota en Formación Río Bonito y fecha de lo Sakmariense, en el Pérmico.